# NGC 1140
NGC 1140 (другие обозначения — MCG −2-8-19, MK 1063, VV 482, IRAS02521-1013, PGC 10966) — неправильная взаимодействующая галактика с признаками наличия спиралей в созвездии Эридан.
Этот объект входит в число перечисленных в оригинальной редакции «Нового общего каталога».
Галактика входит в группу LDC 182 вместе с NGC 1022, NGC 1042, NGC 1052, NGC 1084, NGC 988. В результате гравитационного взаимодействия у галактики образовались приливные хвосты.
В результате приливного взаимодействия в усилился темп звездообразования. По оценкам, звездообразование началось около 5 миллионов лет назад.
Галактика обладает активным ядром и относиться к сейфертовским галактикам типа II.
Низкая металличность (соотношение водорода и гелия к другим элементам) делает NGC 1140 похожей на галактики, которые образовались в ранней Вселенной.
В этой галактике обнаружены крупные звёзды Вольфа — Райе.
Галактика NGC 1140 входит в состав группы галактик NGC 1084. Помимо NGC 1140 в группу также входят ещё 14 галактик.